# Japan i olympiska sommarspelen 1976
Japan deltog i de olympiska sommarspelen 1976 med en trupp bestående av 213 deltagare, 153 män och 60 kvinnor, vilka deltog i 119 tävlingar i tjugo sporter. Landet slutade på femte plats i medaljligan, med nio guldmedaljer och 25 medaljer totalt.

## Medaljer
| Medalj | Namn                                                                                     | Sport         | Gren                            |
| ------ | ---------------------------------------------------------------------------------------- | ------------- | ------------------------------- |
| 1      | Yuji Takada                                                                              | Brottning     | Flugvikt, fristil               |
| 1      | Jiichiro Date                                                                            | Brottning     | Weltervikt, fristil             |
| 1      | Shun Fujimoto Hisato Igarashi Hiroshi Kajiyama Sawao Kato Eizo Kenmotsu Mitsuo Tsukahara | Gymnastik     | Herrarnas lagmångkamp           |
| 1      | Sawao Kato                                                                               | Gymnastik     | Herrarnas barr                  |
| 1      | Mitsuo Tsukahara                                                                         | Gymnastik     | Herrarnas räck                  |
| 1      | Isamu Sonoda                                                                             | Judo          | Mellanvikt                      |
| 1      | Kazuhiro Ninomiya                                                                        | Judo          | Halv tungvikt                   |
| 1      | Haruki Uemura                                                                            | Judo          | Öppen klass                     |
| 1      | Japans damlandslag i volleyboll                                                          | Volleyboll    | Damernas turnering              |
| 2      | Hiroshi Michinaga                                                                        | Bågskytte     | Herrarnas tävling               |
| 2      | Sawao Kato                                                                               | Gymnastik     | Herrarnas individuella mångkamp |
| 2      | Eizo Kenmotsu                                                                            | Gymnastik     | Herrarnas bygelhäst             |
| 2      | Mitsuo Tsukahara                                                                         | Gymnastik     | Herrarnas hopp                  |
| 2      | Eizo Kenmotsu                                                                            | Gymnastik     | Herrarnas räck                  |
| 2      | Koji Kuramoto                                                                            | Judo          | Halv mellanvikt                 |
| 3      | Akira Kudo                                                                               | Brottning     | Lätt flugvikt, fristil          |
| 3      | Masao Arai                                                                               | Brottning     | Bantamvikt, fristil             |
| 3      | Yasaburo Sugawara                                                                        | Brottning     | Lättvikt, fristil               |
| 3      | Koichiro Hirayama                                                                        | Brottning     | Flugvikt, grekisk-romersk stil  |
| 3      | Mitsuo Tsukahara                                                                         | Gymnastik     | Herrarnas individuella mångkamp |
| 3      | Hiroshi Kajiyama                                                                         | Gymnastik     | Herrarnas hopp                  |
| 3      | Mitsuo Tsukahara                                                                         | Gymnastik     | Herrarnas barr                  |
| 3      | Sumio Endo                                                                               | Judo          | Tungvikt                        |
| 3      | Kenkichi Ando                                                                            | Tyngdlyftning | 56 kg                           |
| 3      | Kazumasa Hirai                                                                           | Tyngdlyftning | 60 kg                           |

## Basket
Herrar
Gruppspel
| Lag           | V | F | PF  | PA  | PD   | Poäng |
| ------------- | - | - | --- | --- | ---- | ----- |
| Sovjetunionen | 5 | 0 | 548 | 374 | +174 | 10    |
| Kanada        | 4 | 1 | 446 | 416 | +30  | 9     |
| Kuba          | 3 | 2 | 448 | 402 | +46  | 8     |
| Australien    | 2 | 3 | 472 | 481 | −9   | 7     |
| Mexiko        | 1 | 4 | 461 | 511 | −50  | 6     |
| Japan         | 0 | 5 | 364 | 555 | −191 | 5     |

Damer
| Lag             | V | F | PF  | PA  | PD   | Poäng | Tie 1 |
| --------------- | - | - | --- | --- | ---- | ----- | ----- |
| Sovjetunionen   | 5 | 0 | 504 | 346 | +158 | 10    |       |
| USA             | 3 | 2 | 415 | 417 | −2   | 8     | 1W–0L |
| Bulgarien       | 3 | 2 | 365 | 377 | −12  | 8     | 0W–1L |
| Tjeckoslovakien | 2 | 3 | 351 | 359 | −8   | 7     | 1W–0L |
| Japan           | 2 | 3 | 405 | 400 | +5   | 7     | 0W–1L |
| Kanada          | 0 | 5 | 336 | 477 | −141 | 5     |       |

## Boxning
Lätt flugvikt
- Noboru Uchizama
  1. Första omgången — Förlorade mot Brendan Dunne (IRL), RSC-2

Flugvikt
- Toshinori Koga
  1. Första omgången — Bye
  2. Andra omgången — Besegrade Virgilio Palomo (COL), 5:0
  3. Tredje omgången — Förlorade mot Ramón Duvalón (CUB), 0:5

## Bågskytte
Damernas individuella tävling
- Minako Sato — 2308 poäng (→ 14:e plats)
- Kyoko Yamazaki — 2094 poäng (→ 26:e plats)

Herrarnas individuella tävling
- Hiroshi Michinaga — 2502 poäng (→  Silver)
- Takanobu Nishi — 2422 poäng (→ 8:e plats)

## Cykling
Herrarnas sprint
- Yoshikazu Cho — 5:e plats

Herrarnas tempolopp
- Yoshikazu Cho — 1:09,664 (→ 17:e plats)

Herrarnas förföljelse
- Yoichi Machishima — 15:e plats

Herrarnas lagförföljelse
- Yoichi Machishima
- Tadashi Ogasawara
- Yoshiaki Ogasawara
- Tsutomu Okabori

## Friidrott
Herrarnas 10 000 meter
- Toshiaki Kamata
  - Heat — 28:36,21 (→ gick inte vidare)

Herrarnas maraton
- Shigeru So — 2:18:26 (→ 20:e plats)
- Noriyasu Mizukami — 2:18:44 (→ 21:a plats)
- Akio Usami — 2:22:29 (→ 32:a plats)

Herrarnas höjdhopp
- Katsumi Fukura
  - Kval — 2,13m (→ gick inte vidare)

- Kazunori Koshikawa
  - Kval — 2,13m (→ gick inte vidare)

Herrarnas 20 km gång
- Yoshio Morikawa — 1:42:20 (→ 34:e plats)

## Fäktning
Herrarnas florett
- Masanori Kawatsu
- Noriyuki Sato
- Toshio Jingo

Herrarnas lagtävling i florett
- Masanori Kawatsu, Hideaki Kamei, Toshio Jingo, Noriyuki Sato

Damernas florett
- Hideko Oka
- Yukari Kajihara
- Mariko Yoshikawa

Damernas lagtävling i florett
- Hideko Oka, Mariko Yoshikawa, Hiroko Kamada, Yukari Kajihara

## Handboll
Herrar
Gruppspel
| Nr | Lag           | S | V | O | F | GM  | IM  | MS  | P  |
| -- | ------------- | - | - | - | - | --- | --- | --- | -- |
| 1  | Sovjetunionen | 5 | 4 | 0 | 1 | 111 | 77  | +34 | 12 |
| 2  | Västtyskland  | 5 | 4 | 0 | 1 | 97  | 76  | +21 | 12 |
| 3  | Jugoslavien   | 5 | 4 | 0 | 1 | 110 | 93  | +17 | 12 |
| 4  | Danmark       | 5 | 2 | 0 | 3 | 92  | 102 | −10 | 6  |
| 5  | Japan         | 5 | 1 | 0 | 4 | 96  | 111 | −15 | 3  |
| 6  | Kanada        | 5 | 0 | 0 | 5 | 75  | 122 | −47 | 0  |

| Hemma \ Borta | Sovjetunionen | Västtyskland | Socialistiska federativa republiken Jugoslavien | Danmark | Japan | Turkiet |
| Sovjetunionen | —             | 18-16        | 18-20                                           | 24-16   | 26-16 | 25-9    |
| Västtyskland  | 16-18         | —            | 18-17                                           | 18-14   | 19-16 | 26-11   |
| Jugoslavien   | 20-18         | 17-18        | —                                               | 25-17   | 26-22 | 22-18   |
| Danmark       | 16-24         | 14-18        | 16-24                                           | —       | 21-17 | 24-18   |
| Japan         | 16-26         | 16-19        | 22-26                                           | 14-21   | —     | 25-19   |
| Kanada        | 9-25          | 11-26        | 18-22                                           | 18-24   | 19-25 | —       |

Damer
Gruppspel
| Nr | Lag           | S | V | O | F | GM | IM  | MS  | P  |
| -- | ------------- | - | - | - | - | -- | --- | --- | -- |
| 1  | Sovjetunionen | 5 | 5 | 0 | 0 | 92 | 40  | +52 | 15 |
| 2  | Östtyskland   | 5 | 3 | 1 | 1 | 89 | 47  | +42 | 10 |
| 3  | Ungern        | 5 | 3 | 1 | 1 | 85 | 55  | +30 | 10 |
| 4  | Rumänien      | 5 | 2 | 0 | 3 | 73 | 83  | −10 | 6  |
| 5  | Japan         | 5 | 1 | 0 | 4 | 72 | 115 | −43 | 3  |
| 6  | Kanada        | 5 | 0 | 0 | 5 | 35 | 106 | −71 | 0  |

| Hemma \ Borta | Sovjetunionen | Östtyskland | Ungern | Rumänien | Japan | Turkiet |
| Sovjetunionen | —             | 14-11       | 12-9   | 14-8     | 31-9  | 21-3    |
| Östtyskland   | 11-14         | —           | 7-7    | 18-12    | 24-10 | 29-4    |
| Ungern        | 9-12          | 7-7         | —      | 20-15    | 25-18 | 24-3    |
| Rumänien      | 8-14          | 12-18       | 15-20  | —        | 21-20 | 18-11   |
| Japan         | 9-31          | 10-24       | 18-25  | 20-21    | —     | 15-14   |
| Kanada        | 3-21          | 4-29        | 3-24   | 11-17    | 14-15 | —       |

## Modern femkamp
Herrarnas lagtävling
- Shoji Uchida — 4850 poäng (→ 31:a plats)
- Akira Kubo — 4700 poäng (→ 37:e plats)
- Hiroyuki Kawazoe — 4591 poäng (→ 40:e plats)

Herrarnas individuella tävling
- Uchida, Kubo och Kawazoe — 14234 poäng (→ 12:e plats)